# Комод (мебел)
 Тази статия е за вида скрин.  За римския император вижте Комод.  
Комодът (фр. commode) е вид скрин с подсилена декоративна функция. Наречен е така (commode — „удобен“), тъй като е по-удобен от предшестващия го обикновен скрин. Характерна при него е формата бомбе.
В миналото терминът се е използвал още и за стол, поставян да прикрива нощно гърне.